# Новоєланчик
Новоєла́нчик — село Амвросіївської міської громади Донецького району Донецької області, Україна.

## Загальні відомості
Відстань до райцентру становить 6 км і проходить автошляхом місцевого значення.
Унаслідок російської військової агресії із серпня 2014 р. Новоєланчик перебуває на території ОРДЛО.

## Населення
За даними перепису 2001 року населення села становило 84 особи, з них 78,57 % зазначили рідною мову українську та 21,43 % — російську.